# Ritošići
Ritošići (cyr. Ритошићи) – wieś w Serbii, w okręgu zlatiborskim, w gminie Priboj. W 2011 roku liczyła 206 mieszkańców.